# On the Isle of Samoa
On the Isle of Samoa est un film américain d'aventures réalisé par William Berke, sorti en 1950.
C'est un des rares rôles de méchant pour l'acteur Jon Hall, et un des premiers rôles pour Susan Cabot, qui y joue le rôle de la fille du chef d'une tribu.

## Fiche technique
- Réalisation : William Berke
- Scénario : Brenda Weisberg, Harold Greene d'après une histoire de Joseph Santley
- Producteur : Wallace MacDonald
- Photographie : William Bradford
- Montage : Aaron Stell
- Genre : Aventures, romance[3]
- Production :  Columbia Pictures
- Distributeur : Columbia Pictures
- Durée : 55 minutes
- Date de sortie : 3 août 1950

## Distribution
- Jon Hall : Kenneth Crandall
- Susan Cabot : Moana
- Raymond Greenleaf : Peter Appleton
- Henry Marco : Karaki
- Al Kikume : Chief Tihoti
- Rosa Turich : Waini